# 孝静成皇后

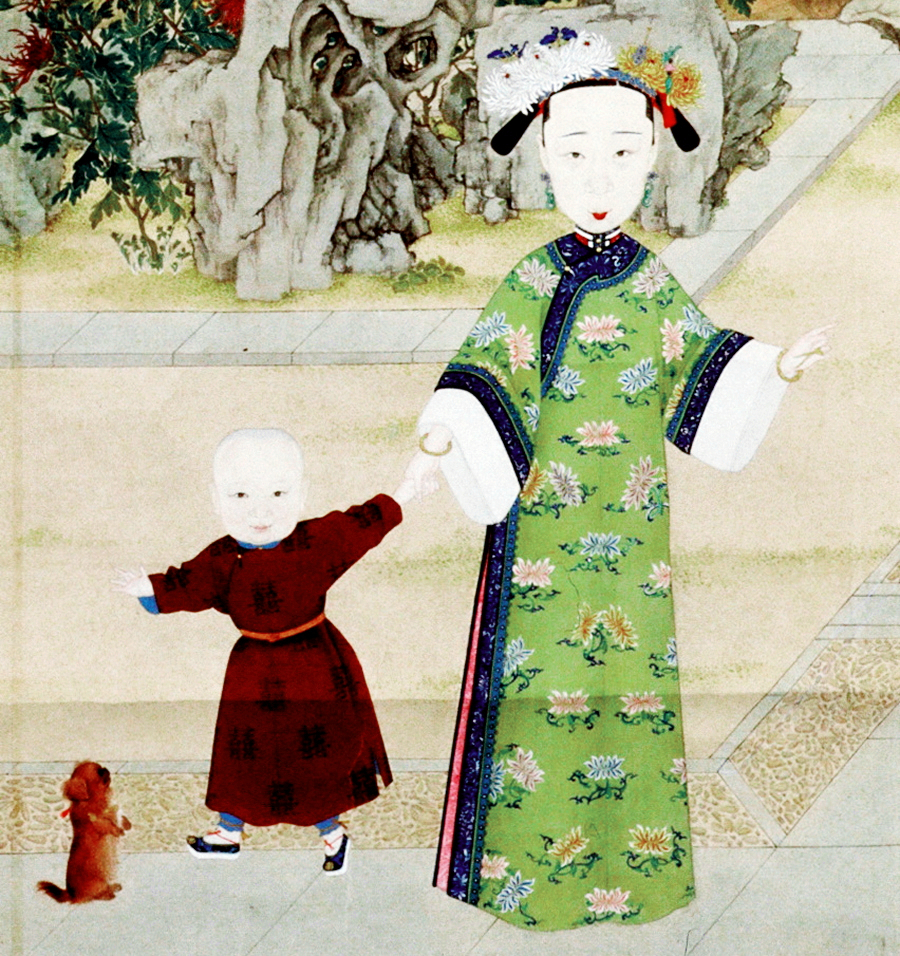
孝静成皇后

孝静成皇后（こうせいせいこうごう、満州語：ᡥᡞᠶᠣᠣᡧᡠᠩᡤᠠ
ᠴᡞᠪᠰᡝᠨ
ᡧᠠᠩᡤᠠᠨ
ᡥᡡᠸᠠᠩᡥᡝᠣ、転写：hiyoošungga cibsen šanggan hūwangheo、嘉慶17年5月11日（1812年6月19日） - 咸豊5年7月9日（1855年8月21日））は、清の第8代皇帝道光帝の側室で、恭親王奕訢の母。第9代皇帝咸豊帝の養母。フワリャンガ（花良阿）の娘。姓はボルジギト（博爾済吉特）氏（Borjigit hala）。

## 生涯
後宮にはいってほどなく静貴人、静嬪、静妃、静貴妃に上り、静皇貴妃となった。皇貴妃とは後宮の最高位で皇后と同時に存在することがまれである。四人の皇子女を生み、その中に才能豊かな第六皇子奕訢もいたが夫の皇帝はそもそも静妃をもって立后する意志がなかったといわれる。
咸豊帝の生母の孝全成皇后が1840年正月に没すると、奕詝（後の咸豊帝）の養育にあたり主導権を得る。そして、咸豊帝即位と同時に皇考康慈皇貴太妃となり、寿康宮に移った。孝貞顕皇后（東太后）が皇后に立てられた背景に、その政治力が発揮されたといわれている。
1855年、病のため康慈皇太后と尊せられたが、同年にこの世を去った。翌年には後の同治帝が生まれたことで、生母の孝欽顕皇后（西太后）が紫禁城で権勢を独占してゆく。

## 諡号をめぐる確執
道光帝の子を数多く生んだ静妃は正真正銘の皇后への夢を最後まで諦め切れないでいながら、実子・恭親王奕訢の固執で躊躇する咸豊帝から「孝静皇后」の諡号を得たが、夫の正当な正妻であることを示す「成」の諡号は同治帝まで待たなければならなかった。
まず、道光帝の掟により、慕陵妃園寝に、彼の晩年の寵妃で光緒帝の実の祖母となった荘順皇貴妃と二人して正面に並んで埋葬されなければならなかった。先代の取り決めなので、咸豊帝もそれを変えるだけの力がない。わずかに恭親王の生母静妃の宝頂を壁で囲んで「皇后」の優位を示し、慕東陵と称した。
その後同治帝の初めに恭親王が政変で実権を握ったので、懐柔しようとした二人の皇太后の命令で、「孝静成皇后」という「成皇帝」（道光の帝号）を入れた諡号もついに定まって位牌が太廟に奉られた。

## 埋葬
西陵・慕東陵

## 子女
- 奕綱（順和郡王）
- 奕継（慧質郡王）
- 寿恩固倫公主
- 奕訢（恭親王）